# I Love You, Man
Pour plus de détails, voir Fiche technique et Distribution.
I Love You, Man ou J't'aime mon homme au Québec, est un film américain réalisé par John Hamburg, sorti en 2009.

## Synopsis
Peter fait sa demande en mariage à Zooey, mais il remarque très vite qu'il n'a pas de meilleur ami homme. S'engagent alors ses recherches pour trouver son témoin. Après plusieurs tentatives, il trouve cette personne en Sydney Fife, rencontré lors de la visite de la maison de Lou Ferrigno, ancienne star de la série Hulk. Sympathique, Sydney vit avec son chien, Anwar (ainsi baptisé car Sydney trouve qu'il ressemble à l'ancien président égyptien Anouar el-Sadate) et est musicien à ses heures. Cette rencontre permet de tisser rapidement des liens, au point de mettre en péril sa relation avec Zooey.

## Fiche technique
Sauf indication contraire, les informations mentionnées dans cette section peuvent être confirmées par les bases de données cinématographiques IMDb et Allociné,  présentes dans la section « Liens externes ».
- Titre original et français : I Love You, Man
- Titre québécois : J't'aime mon homme[1]
- Réalisation : John Hamburg
- Scénario : John Hamburg et Larry Levin, d'après une histoire de Larry Levin
- Musique : Theodore Shapiro
- Direction artistique : Eric Sundahl
- Décors : Andrew Laws
- Costumes : Leesa Evans
- Photographie : Lawrence Sher
- Son : Sona Balam, Marc Fishman, Adam Jenkins, Darren King, Ken Segal
- Montage : William Kerr
- Production : Donald De Line (en) et John Hamburg
  - Production déléguée : Jeffrey Clifford, Andrew Haas, Bill Johnson, Tom Pollock et Ivan Reitman
  - Production associée : Kevin Flatow
  - Coproduction : Anders Bard
- Sociétés de production : Bernard Gayle Productions, De Line Pictures et The Montecito Picture Company, présenté par Dreamworks Pictures
- Sociétés de distribution : Dreamworks Distribution LLC (États-Unis) ; Paramount Pictures France (France)[2] ; Universal Pictures (Belgique)[3] ; Universal Pictures International Switzerland GmbH (Suisse)[4]
- Budget  : 40 millions USD[5]
- Pays de production :  États-Unis
- Langue originale : anglais
- Format : couleur (DeLuxe / Technicolor) — 35 mm — 1,85:1 (Panavision) — son Dolby SR / SDDS / Dolby Digital / DTS
- Genre : comédie romantique
- Durée : 105 minutes
- Dates de sortie[6] :
  - États-Unis : 13 mars 2009 (South by Southwest Film Festival) ; 20 mars 2009 (sortie nationale)
  - Québec : 20 mars 2009[1]
  - France, Belgique, Suisse romande : 29 juillet 2009[7],[8],[9],[4]
- Classification[10] :
  - États-Unis : les enfants de moins de 17 ans doivent être accompagnés d'un adulte (R – Restricted)[N 1]
  - France : tous publics[11]
  - Belgique : tous publics (Alle Leeftijden)[8]
  - Suisse romande : interdit aux moins de 12 ans[12]
  - Québec : 13 ans et plus (13+ / 13 years and over)

## Distribution
- Paul Rudd (VF : Cédric Dumond, VQ : Gilbert Lachance) : Peter Klaven
- Rashida Jones (VF : Céline Mauge ; VQ : Catherine Proulx-Lemay) : Zooey
- Jason Segel (VF : Jérôme Rebbot, VQ : Patrice Dubois) : Sydney Fife
- Sarah Burns (VF : Marie Zidi, VQ : Catherine Bonneau) : Hailey
- Greg Levine : Copain d'Hailey
- Jaime Pressly (VF : Laura Blanc, VQ : Violette Chauveau) : Denise
- Jon Favreau (VF : David Kruger, VQ : Sylvain Hétu) : Barry
- Jane Curtin (VF : Annie Balestra ; VQ : Élizabeth Lesieur) : Joyce Klaven
- J. K. Simmons (VF : Jean Barney, VQ : Jean-Marie Moncelet) : Oswald Klaven
- Andy Samberg (VF : Damien Ferrette ; VQ : Gabriel Lessard) : Robbie Klaven
- Jean Villepique : Leanne, la réceptionniste
- Rob Huebel (VF : Emmanuel Curtil, VQ : Marc-André Bélanger) : Tevin Downey
- Mather Zickel : Gil
- Thomas Lennon (VF : Laurent Morteau, VQ : Jean-François Beaupré) : Doug
- Lou Ferrigno (VF : Saïd Amadis, VQ : Benoît Rousseau) : Lui-même
- Nick Kroll : Larry
- Joe Lo Truglio (VF : Christophe Lemoine) Lonnie le supporter du LA Galaxy

## Accueil

### Box-office
- États-Unis : 71 440 011 USD[13]
- France : 5 382 entrées[5]
- Monde : 91 980 359 USD[13]

## Distinctions

### Récompense
- BMI Film & TV Awards 2010 : Prix BMI de la meilleure musique de film pour Theodore Shapiro

### Nominations

#### 2009
- Golden Schmoes Awards :
  - Meilleur film de comédie de l'année
  - Meilleure réplique de l'année « Gifle la basse. Détends les basses, mec. »
- MTV Movie Awards : meilleur baiser pour Paul Rudd et Thomas Lennon
- Teen Choice Awards :
  - Meilleure comédie romantique
  - Meilleur moment rockstar pour Paul Rudd et Jason Segel
  - Meilleur film de l'été - Romance

#### 2010
- Denver Film Critics Society Awards : meilleure distribution pour Jane Curtin, Jon Favreau, Rashida Jones, Jaime Pressly, Paul Rudd, Jason Segel et J. K. Simmons
- GLAAD Media Awards : meilleur film à large diffusion

## Éditions en vidéo
- En France, le film I Love You, Man est sorti en DVD le 19 janvier 2010[16] et en VOD le 1er avril 2019[7].
- Au Québec, le film est sorti en DVD / Blu-ray le 11 août 2009[1].